# Yao Defen
Yao Defen; chinesisch: 姚德芬, Yao Defen (* 15. Juli 1972 in China; † 13. November 2012 in Shucha, Anhui, China) war eine chinesische Größenrekordhalterin. Während ihre Größe in chinesischen Medienberichten immer mit 2,36 Meter angegeben wurde, nennt das Guinness-Buch der Rekorde 2,33 Meter.

## Leben
Yao Defen litt an einem Tumor in ihrer Hypophyse (Hirnanhangdrüse), wodurch seit ihrer Kindheit ein abnormes Größenwachstum ausgelöst wurde. Mit elf Jahren maß sie bereits 1,85 m. Mit 15 Jahren war sie über zwei Meter groß. Als Jugendliche lernte sie Basketballspielen. Nachdem sie dabei einmal ohnmächtig wurde, stellten die Ärzte bei Untersuchungen einen Hirntumor fest, der eine Überproduktion von Wachstumshormonen auslöste. Ihre Eltern, arme Bauern aus der chinesischen Provinz Anhui, verkauften sie aus Geldnot an einen Wanderzirkus, wo sie als Attraktion gezeigt wurde. Später kehrte die 200 kg wiegende Frau zu ihrer Mutter zurück.
Im Jahr 2006 wurde Yao Defen, deren Gesundheitszustand als lebensbedrohlich eingeschätzt wurde, in Shanghai ein Tumor entfernt. 2009 zog sie sich bei einem Sturz schwere Kopfverletzungen zu und war seither bettlägerig.
Die Schuhe von Yao Defen stellte der deutsche Spezialist Georg Wessels aus dem münsterländischen Vreden her (Größe 57, andere Seiten nennen Größe 78, jedoch ohne glaubwürdige Quelle).
Yao Defen starb am 13. November 2012 im Alter von 40 Jahren in ihrem Heimatdorf Shucha in der Provinz Anhui.